# Cäcilie Albrecht

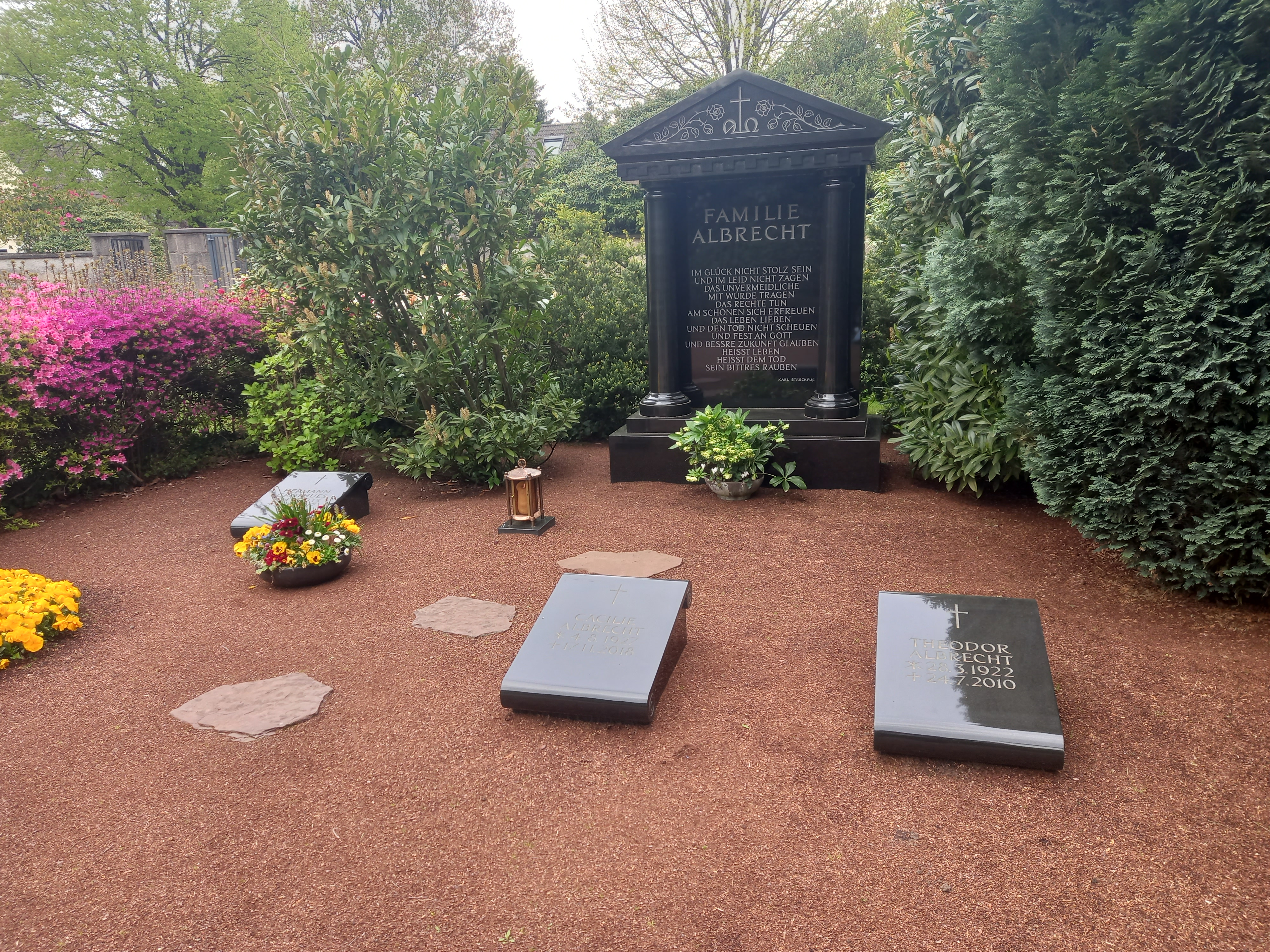
Das Grab von Cäcilie Albrecht (Grabstein Mitte) und ihrem Ehemann Theo Albrecht im Familiengrab auf dem Friedhof Bredeney in Essen

Cäcilie „Cilly“ Albrecht (* 4. August 1927; † 17. November 2018) war eine deutsche Unternehmenserbin und Miteigentümerin der Unternehmen Aldi Nord und Trader Joe’s.

## Leben
Cäcilie Albrecht führte ein sehr zurückgezogenes Leben, über das nur wenig an die Außenwelt drang. Albrecht galt als öffentlichkeitsscheu und hat nie ein Interview gegeben. Sie war die Witwe des Aldi-Nord Gründers Theo Albrecht. Sie hatte durch die mit ihrem Sohn Theo Albrecht junior geteilte Kontrolle über zwei der drei Stiftungen, in deren Besitz Aldi-Nord ist, großen Einfluss auf das Unternehmensimperium. Die dritte Stiftung, genannt "Jakob"-Stiftung, stand unter Kontrolle ihres zweiten Sohnes Berthold Albrecht, der 2012 verstarb.
Cäcilie Albrecht selbst starb am 17. November 2018 im Alter von 91 Jahren. Nach Pressemeldungen warf sie der Witwe ihres Sohnes Berthold, Babette Albrecht und deren fünf Kindern in ihrem Testament vor, bedeutende Geldmittel aus der "Jakob"-Stiftung zweckentfremdet zu haben. Dem Bericht nach, wies sie testamentarisch an, dass sie alle keine Zukunft im Konzern haben sollen.